# Dysdera crocata
Dysdera crocata (C. L. Koch, 1838) è un ragno appartenente alla famiglia Dysderidae.

## Distribuzione
La specie, per la pluralità di rinvenimenti in tutti i continenti, è da ritenersi cosmopolita.

## Tassonomia
Nella prima pubblicazione in cui questa specie è stata descritta, il Die Arachniden di Carl Ludwig Koch, a pag.81 è denominata Dysdera crocota, mentre nell'indice a pag.156 il nome muta in Dysdera crocata. Sarà lo stesso autore, in un lavoro del 1850 a pag.76, a definire quest'ultima denominazione come valida.
Non sono stati esaminati esemplari di questa specie dal 2010.
Attualmente, al dicembre 2013, sono note due sottospecie descritte nel 1911 da Simon, i cui esemplari sono andati perduti e non sono stati in seguito più esaminati:
- Dysdera crocata mutica Simon, 1911 - Algeria
- Dysdera crocata parvula Simon, 1911 - Algeria